# Норвуд (Северна Каролина)
Норвуд (енгл. Norwood) град је у америчкој савезној држави Северна Каролина.

## Демографија
По попису из 2010. године број становника је 2.379, што је 163 (7,4%) становника више него 2000. године.
| Група             | 2000.         | 2010.         |
| Белци             | 1.463 (66,0%) | 1.677 (70,5%) |
| Афроамериканци    | 564 (25,5%)   | 522 (21,9%)   |
| Азијати           | 23 (1,0%)     | 16 (0,7%)     |
| Хиспаноамериканци | 149 (6,7%)    | 121 (5,1%)    |
| Укупно            | 2.216         | 2.379         |